# Parioglossus triquetrus
Parioglossus triquetrus är en fiskart som beskrevs av Rennis och Hoese, 1985. Parioglossus triquetrus ingår i släktet Parioglossus och familjen Ptereleotridae. IUCN kategoriserar arten globalt som otillräckligt studerad. Inga underarter finns listade i Catalogue of Life.